# إتش إن كيه غوريسا
إتش إن كيه غوريسا هو نادي كرة قدم من بلدة فليكا غوريسا، كرواتيا.تأسس النادي في 2009 ويلعب حالياً في الدوري الكرواتي الممتاز.